# Département Homme et société du CNRS
Le département Sciences de l'Homme et de la Société (SHS) du CNRS est intégré à la direction scientifique générale de ce dernier. Il recouvre de nombreux champs d'études à travers ses nombreux laboratoires: 
- Centres français de l’étranger et accords internationaux dans le domaine des sciences de l’homme et de la société;
- Économie et gestion;
- Histoire des sciences, de la philosophie, des littératures et des arts;
- Langues - Langage - Logique - Cognition - Philosophie des sciences;
- Sciences historiques : préhistoire, antiquité, Moyen Âge, histoire moderne et contemporaine;
- Sociologie - Sciences politiques - Droit.

Ce département collabore également avec d'autres départements pour les champs d'étude suivants:
- Cognition
- Homme et milieu, espace et territoires

Il est dirigé en 2006 par Marie-Françoise Courel